# Plancas I
Plancas I est une localité de Sao Tomé-et-Principe située au nord de l'île de Sao Tomé, dans le district de Lobata. C'est une ancienne roça.

## Population
Lors du recensement de 2012, 182 habitants y ont été dénombrés.

## Roça
La casa principal (maison de maître) se distingue des autres bâtiments : elle est entièrement construite en bois. Plancas II est une dépendance de Plancas I.
Photographies et croquis réalisés en 2014 mettent en évidence la disposition des bâtiments, leurs dimensions et leur état à cette date.